# Tân Yên (huyện)
Tân Yên là một huyện thuộc tỉnh Bắc Giang, Việt Nam.

## Địa lý
Huyện Tân Yên nằm ở phía tây của tỉnh Bắc Giang, cách thành phố Bắc Giang khoảng 15 km về phía tây, cách trung tâm thủ đô Hà Nội khoảng 60 km, có vị trí địa lý:
- Phía đông giáp huyện Lạng Giang
- Phía tây giáp huyện Hiệp Hòa và huyện Phú Bình, tỉnh Thái Nguyên
- Phía nam giáp thành phố Bắc Giang và thị xã Việt Yên
- Phía bắc giáp huyện Yên Thế.

Tân Yên là huyện chuyển tiếp giữa đồng bằng và trung du, có tổng diện tích tự nhiên là 204 km², trải dài từ 106°0'20"Đ - 106°11'40"Đ và 21°18'30"B - 21°23'0"B, cách thành phố Bắc Giang 15 km theo tỉnh lộ 398 (đường 284 cũ), huyện Sóc Sơn – Hà Nội (cách 30 km theo tỉnh lộ 295), thành phố Thái Nguyên cách 40 km theo tỉnh lộ 294 (đường 287 cũ),...

## Hành chính
Huyện Tân Yên có 19 đơn vị hành chính cấp xã trực thuộc, bao gồm 2 thị trấn: Cao Thượng (huyện lỵ), Nhã Nam và 17 xã: An Dương, Cao Xá, Hợp Đức, Lam Sơn, Liên Chung, Liên Sơn, Ngọc Châu, Ngọc Lý, Ngọc Thiện, Ngọc Vân, Phúc Hòa, Quang Trung, Quế Nham, Song Vân, Tân Trung, Việt Lập, Việt Ngọc.
| \| Thị trấn (2) \| \| \| \| \| Cao Thượng \| 9,44 \| 13.965 \| 1.479 \| \| Nhã Nam \| 5,59 \| 8.461 \| 1.513 \| \| Xã (17) \| \| \| \| \| An Dương \| 11,13 \| 7.760 \| 697 \| \| Cao Xá \| 15,12 \| 12.670 \| 837 \| \| Hợp Đức \| 9,77 \| 7.485 \| 766 \| \| Lam Sơn \| 14,91 \| 14.899 \| 999 \| \| Liên Chung \| 12,07 \| 7.811 \| 647 \| \| Liên Sơn \| 7.67 \| 5.754 \| 7 \| \| Ngọc Châu \| 9,57 \| 7.361 \| 769 \| \| Ngọc Lý \| 9,11 \| 8.161 \| 895 \| \| Ngọc Thiện \| 13,92 \| 14.001 \| 1.005 \| \| Ngọc Vân \| 10,80 \| 9.163 \| 848 \| \| Phúc Hòa \| 10,85 \| 7.120 \| 656 \| \| Quang Trung \| 16,46 \| 15.113 \| 918 \| \| Quế Nham \| 10,43 \| 9.283 \| 890 \| \| Song Vân \| 8,35 \| 9.851 \| 1.179 \| \| Tân Trung \| 10,03 \| 8.008 \| 798 \| \| Việt Lập \| 14.45 \| 10.396 \| 719 \| \| Việt Ngọc \| 8,62 \| 9.257 \| 1.073 \| \| Toàn huyện \| 208,31 \| 183.815 \| 834 \| |                          |                         |                    |
| Niên giám thống kê huyện Tân Yên năm 2022 |                          |                         |                    |
| Tên | Diện tích năm 2022 (km²) | Dân số năm 2022 (người) | Mật độ (người/km²) |
| Thị trấn (2) |                          |                         |                    |
| Cao Thượng | 9,44                     | 13.965                  | 1.479              |
| Nhã Nam | 5,59                     | 8.461                   | 1.513              |
| Xã (17) |                          |                         |                    |
| An Dương | 11,13                    | 7.760                   | 697                |
| Cao Xá | 15,12                    | 12.670                  | 837                |
| Hợp Đức | 9,77                     | 7.485                   | 766                |
| Lam Sơn | 14,91                    | 14.899                  | 999                |
| Liên Chung | 12,07                    | 7.811                   | 647                |
| Liên Sơn | 7.67                     | 5.754                   | 7                  |
| Ngọc Châu | 9,57                     | 7.361                   | 769                |
| Ngọc Lý | 9,11                     | 8.161                   | 895                |
| Ngọc Thiện | 13,92                    | 14.001                  | 1.005              |
| Ngọc Vân | 10,80                    | 9.163                   | 848                |
| Phúc Hòa | 10,85                    | 7.120                   | 656                |
| Quang Trung | 16,46                    | 15.113                  | 918                |
| Quế Nham | 10,43                    | 9.283                   | 890                |
| Song Vân | 8,35                     | 9.851                   | 1.179              |
| Tân Trung | 10,03                    | 8.008                   | 798                |
| Việt Lập | 14.45                    | 10.396                  | 719                |
| Việt Ngọc | 8,62                     | 9.257                   | 1.073              |
| Toàn huyện | 208,31                   | 183.815                 | 834                |

## Lịch sử
Ngày 6 tháng 11 năm 1957, Chính phủ ra Nghị định số 532/TTg chia huyện Yên Thế thành 2 huyện Tân Yên và Yên Thế. Trước thời điểm ấy Tân Yên là phần đất phía nam của huyện Yên Thế mà sử sách dân gian vẫn quen gọi là miền Yên Thế Hạ. Theo sử sách cho thấy, vào thời Nguyễn, đầu thế kỷ XIX, huyện Yên Thế thuộc phủ Bắc Hà, xứ Kinh Bắc (năm Minh Mạng đổi làm phủ Thiên Phúc).
Theo sách "Tên làng xã Việt Nam đầu thế kỷ XIX", huyện Yên Thế gồm 8 tổng, 42 xã:
- Tổng Yên Thế có 6 xã thôn: Thôn Định Xuyên thuộc xã Yên Thế, Thọ Xương, Bảo Tháp, Nhạn Tháp, Quỳnh Đồng (nguyên chú: Quỳnh Đồng năm Đinh Mão (1807) phiêu bạt; năm Kỷ Tỵ (1809) phục hồi).
- Tổng Vân Cầu có 7 xã Vân Cầu, Trị Cụ, Ngọc Cục, Sơn Quả, Thuý Cầu, Ngọc Cụ, Lam Khuất.
- Tổng Lan Giới có 4 xã Lan Giới, Đại Hóa, Lãn Quật, Giản Ngoại.
- Tổng Nhã Nam có 5 xã thôn: Thôn Thượng thuộc xã Lục Giới - hai thôn Trung và Hạ), Nhã Nam, Dương Lâm. thôn Hùng Lĩnh thuộc xã Lục Giới.
- Tổng Mục Sơn có 8 xã Mục Sơn, Hòa Mục, Quất Du, Hữu Mục, Dương Sơn. Cao Thượng, Du Phong, Lục Liễu.
- Tổng Quế Nham có 5 xã: Quế Nham, Phú Khê, Lãn Tranh, Liên Bộ, Vọng Hà.
- Tổng An Lễ có 6 xã: An Lễ, Ngô Xá, Lăng Cao, Khánh Giàng, Bảo Lộc, Ước Lễ.
- Tổng Bảo Lộc Sơn có 4 xã: Bảo Lộc Sơn, Chung Sơn, Tưởng Sơn, Kim Tràng (Chép riêng 3 xã phiêu bạt, hai xã thành án Sinh Tháp, Lý Khuất, Vạn Tân.

Năm Minh Mạng thứ ba (1822) xứ Kinh Bắc đổi là trấn Bắc Ninh, đến năm Minh Mệnh thứ 12 (1831) gọi là tỉnh Bắc Ninh, gồm 4 phủ, hai phân phủ và 20 huyện. Huyện Yên Thế thuộc phân phủ Lạng Giang.
Sách "Đại Nam nhất thống chí" của Quốc sử quán triều Nguyễn ghi về phân phủ Lạng Giang và huyện Yên Thế như sau: Phân phủ Lạng Giang ở cách phủ 39 dặm về phía bắc, lệch về phía đông; đông - tây cách nhau 32 dặm; nam - bắc cách nhau 84 dặm, phía đông đến giang phận huyện Bảo Lộc phủ Lạng Giang 8 dặm, phía tây đến địa giới huyện Hiệp Hòa phủ Thiên Phúc 24 dặm, phía nam đến giang phận huyện Võ Giàng phủ Từ Sơn 34 dặm, phía bắc đến địa giới huyện Tư Nông tỉnh Thái Nguyên 50 dặm. Phân phủ đặt năm Minh Mệnh thứ 13, lãnh 3 huyện; năm Tự Đức thứ 6 trích lấy huyện Việt Yên, phủ Thiên Phúc cho lệ vào phân phủ này, nay lãnh 4 huyện.
- Huyện Yên Thế: đông - tây cách nhau 32 dặm, nam - bắc cách nhau 42 dặm; phía đông đến giang phận huyện Bảo Lộc 8 dặm, phía tây đến địa phận huyện Hiệp Hòa, phủ Thiên Phúc 24 dặm; phía nam đến địa giới huyện Yên Dũng 9 dặm, phía bắc đến địa giới huyện Hữu Lũng 33 dặm.

Tên huyện có từ thời Trần về trước, thời thuộc Minh đổi là Thanh Yên, do châu Lạng Giang lãnh, lệ vào phủ Lạng Giang; đời Lê Quang Thuận trở lại tên cũ, bỏ châu Lạng Giang cho lệ vào phủ, bản triều đời Gia Long vẫn theo như thế; năm Minh Mệnh thứ 13, đổi do phân phủ kiếm lý. Lãnh 8 tổng 44 xã thôn.
Cuối thế kỷ XIX, huyện Yên Thế có 8 tổng:
- Tổng Yên Thế có xã Yên Thế (Định Xuyên) gồm 7 xóm Cầu Khoai, Trại Cọ, Trại Chiềng, Trại Hom, Trại Lốt, Thống Thượng, Yên Thế; xã Thọ Xương (Phồn Xương) có 4 xóm: Đồng Bài (trại Tổ Cú), Đồng Nhân, Thống Hạ, Thống Trung; xã Bảo Tháp (sau nhập vào xã Dĩnh thép); xã Nhạn Tháp; xã Quỳnh Động; xã Dinh Thép có 4 xóm: Am, Bờ, Đìa, Ngòi.
- Tổng Vân Cầu gồm các xã Vân Cầu có 6 xóm: Bùi, Chiềng, Đầu, Ngò. Tè, Mậu; xã Ngọc Cục (Ngọc Thành, sau sáp nhập vào tổng Ngọc Thành, Hiệp Hòa); có 5 xóm Trại Phú, Trại Tú, Đông, Hòe, Ngói xã Sơn Quả (sau nhập vào tổng Ngọc Thành) có 4 xóm Đồng Bài, Giữa, Hậu, Thương; xã Thúy Cầu có các xóm Bài, Đồng Bông, Đồng Cấy, Đồng Hội, Đồng Khanh, Đồng Nội, Làng Sanh, Làng Ngoài, Làng Sai, làng Trong, làng Thị; xã Ngọc Cục có 7 xóm: Ngọc Cục, Đông, Hội, Nành, Ngòi, Thù, Trịnh; xã Lam Khuất (Lam Cốt, sau về tổng Lan Giới) có các xóm: Đồng, Kép, Ngo, Miên, Trung, Vàng....
- Tổng Lan Giới: gồm các xã Lan Giới có 2 xóm Thắng, Vọng; xã Đại Hóa có 4 xóm Hòa Lâm, Trúc, Đọ, Hóa; xã Lam Khuất (được chuyến từ tổng Vân Cầu sang), xã Giản Ngoại có các xóm Đá Ong, Lan Giản, Lan Thị; xã Lý Cốt có 3 xóm An Lý, Cầm, Mạc.
- Tổng Nhã Nam: có các xã Lục Giới (thôn Thượng); xã Lục Giới (thôn Trung); xã Lục Giới (Hùng Lĩnh); xã Nhã Nam có 5 xóm: Chuông, Nguộn, Thượng, Nhã Nam, Tinh Đạo; xã Dương Lâm có 4 xóm: Dương Lâm, Hạ, Nguộn, Non; xã Na Nương có 4 xóm: Trên, Mỏ Sắt, Móng Lợn, Quỳnh Lậu.
- Tổng Mục Sơn có các xã Mục Sơn gồm 4 xóm: Hòa Làng, Cốt, Đình, Lễ; xã Quất Du có 4 xóm: Chùa, Độ, Ngoài, Trong; xã Hữu Mục có 5 xóm: Giữa, Mạc, Lý, Nội, Trong; xã Dương Lâm (Dương Sơn) có 3 xóm: Chiềng, Lương, Sặt; xã Cao Thượng có 2 xóm: Đầu Cầu, Thượng; xã Đạm Phong có 2 xóm: Cổ Liều, Vàng Bến; xã Lục Liễu.
- Tổng Quế Nham có các xã Quế Nham gồm 12 xóm: Đồi, Nhơm, Hiệp Nội, Hiệp Tiến, Khê Hạ, Khê Thượng, Làng Bến, Làng Đông, Núi, Ngọc Diệc, Sau Chùa, Trại Bến; xã Phú Khê; xã Lãn Tranh; (Lại Tranh sau nhập vào Tuy Lộc Sơn) gồm 3 xóm Giữa, Dưới, Trên; (xã Hoàng Hà đã chuyến sang Đào Quán) vá xã Chuế Dương chuyển từ tổng Thiết Sơn sang.
- Tổng Yên Lễ có các xã Yên Lễ gồm 8 xóm: Đông Đào, Am, Bùng, Cầm, Đụn, Dinh, Tiêu, Yên; xã Ngô Xá có 8 xóm: Bãi Gốc. Đồi Đàn, Châu, Hậu, Ngoài, Nguộn, Tiền Vàng; xã Lăng Cao gồm 6 xóm: Đồi Mụ, Hạ Thượng, Thị, Trại, Trung; xã Khánh Giàng gồm 4 xóm: Dĩnh, Kép, Trại Giữa, Trại Thượng; xã Bảo Lộc (Thế Lộc) gồm 9 xóm: Cả, Đanh, Cùa; Gia, Quyên, Thị, Chấu; Luộc Hạ, Trại Thị; xã Ước Lễ gồm 3 xóm: Đồng Điều, Giữa, Mục.
- Tổng Bảo Lộc Sơn (Tuy Lộc Sơn) có các xã Bảo Lộc Sơn gồm 21 xóm: Bãi Gia, Bờ Gian, Can Cát, Cầu Cần, Con Quy, Đồng Cựu, Đồng Lãi, Đồng Lâm, Đồng Lãm, Đồng Ve, Giốc Gia, Làng Am, Làng Đông, Làng Khoát, Làng Nguyễn, Nguộn, Ngò, Bãi, Mả Đình, Mả  Ngòi, Núi Hương; xã Tưởng Sơn gồm 2 xóm: Trại Đông, Trại Tây; xã Kim Tràng gồm 6 xóm: Chu Vàng, Cầu Quận, Kim Tràng, Lò Nội, Mã Bài, Ngọc Trai.

Hai xã mới là Lãn Tranh và Liên Bộ chuyển từ tổng Quế Nham sang.
Thời đầu Pháp thuộc, năm 1886, nghĩa là ngay sau khi Pháp chiếm được tỉnh Bắc Ninh, phủ Lạng Thương và thành Tỉnh Đạo, liền lập ngay đạo Yên Thế, lỵ sở đóng ở thành Tỉnh Đạo (Nhã Nam), để trực tiếp cai trị và đàn áp các cuộc nổi dậy của nhân dân Yên Thế.
Ngày 10 tháng 10 năm 1895 Pháp chia tỉnh Bắc Ninh thành hai tỉnh Bắc Ninh và Bắc Giang. Tỉnh Bắc Giang khi đó gồm phủ Lạng Giang và các huyện Yên Thế, Hiệp Hòa, Lục Ngạn, Phượng Nhỡn, Phất Lộc, Yên Dũng và Hữu Lũng. Nhưng ngay sau đó, ngày 24 tháng 12 năm 1895, Pháp lập đạo quan binh Yên Thế, giải thể tổng Yên Thế, nhập thêm các tổng Hương Vĩ, Hữu Thượng và Ngọc Cục.
Theo sách "Bắc Giang địa chí" của Trịnh Như Tấu, Đạo quan binh Yên Thế gồm có:
- Vùng Chợ Phổng
- Vùng Bảo Đài
- Địa hạt ở trung tâm hai vùng  ấy.
- Dãy núi trước mặt núi Cai Kinh.
- Các tổng: Bố Hạ, Hữu Thượng, Nhã Nam, Lan Giới, Yên Lễ (trừ các xã Ngô Xá, Lăng Cao và Khánh Giàng), Mục Sơn (trừ các xã Cao Thượng, Mục Sơn và Hòa Mục), Vân Cầu (trừ các xã Ngọc Cụ, Sơn Quả và Ngọc Thành), Ngọc Cục (trừ các xã Ngọc Lý, trên con đường từ Bố Hạ đến Hà Châu).

Đến cuối năm 1899, đạo quan binh Yên Thế bị bãi bỏ, thay thế bằng đại lý Nhã Nam, bao gồm 11 tổng:
- Tổng Hương Vỹ gồm các xã Hương Vỹ, Bố Hạ, Đồng Kỳ, Đồng Hưu, Đồng Vương, Đông Sơn và thị trấn Bố Hạ.
- Tổng Hữu Thượng gồm các xã Đồng Lạc, Canh Nậu, Tam Tiến, Tân Sỏi và một phần Phồn Xương, Phúc Hòa.
- Tổng Nhã Nam gồm các xã An Thượng, Xuân Lương, Nhã Nam, Quang Tiến, An Dương.
- Tổng Lan Giới gồm các xã Tiến Thắng, Lan Giới, Đại Hóa, Phúc Sơn.
- Tổng Mục Sơn gồm các xã Cao Thượng, Liên Sơn, một phần xã Việt Lập, Hợp Đức.
- Tổng Tuy lộc Sơn gồm các xã: Liên Chung, một phần xã Việt Lập, Hợp Đức.
- Tổng Yên Lễ gồm các xã Cao Xá, Tân Trung, một phần xã An Dương, Ngọc Châu.
- Tổng Vân Cầu gồm các xã Song Vân, Ngọc Vân, Lam Cốt, Việt ngọc và một phần xã Hoàng Thanh, Hoàng Lương huyện Hiệp Hòa.
- Tổng Quế Nham gồm các xã Quế Nham, một phần xã Liên Chung và xóm Vọng Hà, (còn gọi là Hoàng Hà sau chuyến sang huyện Lạng Giang.)
- Tổng Ngọc Cục gồm các xã: Ngọc Châu, Ngọc Thiện, Ngọc Lý và một phần Ngọc Nham, Minh Đức huyện Việt Yên.
- Tổng Yên Thế gồm các xã Tam Hiệp và phần lớn xã Phồn Xương (sau năm 1895 thuộc tổng Hữu Thượng) một phần xã Canh Nậu, Tam Tiến, Tân Hiệp (sau năm 1895 thuộc tổng Nhã Nam). Cho đến trước cách mạng tháng 8 năm 1945, Yên Thế là một phủ thuộc tỉnh Bắc Giang. Tỉnh Bắc Giang khi đó gồm 3 phủ, 1 châu, 3 huyện, 63 tổng 453 xã.

Theo sách "Bắc Giang địa chí" của Trịnh Như Tấn viết năm 1937, phủ Yên Thế khi đó gồm 10 tổng:
- Tổng Hương Vỹ gồm các xã: Bố Hạ, Đồng Hưu, Đồng Kỳ, Đồng Vương, Hương Vỹ, Hữu Hạ.
- Tổng Hữu Thượng gồm các xã: Canh Nậu, Đồng Diễn, Hữu Thượng, Hữu Trung, Phồn Xương, Phúc Đình, Phúc Lồ, Tân sỏi, Yên Lạc, Yên Thế,
- Tổng Lan Giới gồm các xã: Đại Hóa, Giản Ngoại, Lam Cốt, Lan Giới, Lan Quật, Lan Hương, Lý Cốt.
- Tổng Mục Sơn gồm các xã: Cao Thượng, Dương Sơn, Đạm Phong, Hòa Mục, Hữu Mục, Lục Liễu, Mạc Sơn, Quất Du.
- Tổng Ngọc Cục gồm các xã: Bằng Cục, Ngọc Châu, Ngọc Lý, Ngọc Nham, Ngọc Sơn.
- Tổng Nhã Nam gồm các xã: Dĩnh Thép, Dương Lâm, Lục Giới, Na Lương, Nhã Nam, Tân An.
- Tổng Quế Nham gồm các xã: Chuế Dương, Phú Khê, Quế Nham.
- Tổng Tuy Lộc Sơn gồm các xã: Chung Sơn, Kim Tràng, Lân Tranh, Liên Bộ, Tuy Lộc Sơn, Tưởng Sơn.
- Tổng Vân Cầu gồm các xã: Ngọc Cụ, Thuý Cầu, Vân Cầu.
- Tổng Yên Lễ gồm các xã: Khánh Giàng, Lăng Cao, Ngô Xá, Thế Lộc, Ước Lễ, Yên Lễ.

Sau Cách mạng tháng Tám năm 1945, Yên Thế trở lại là huyện của tỉnh Bắc Giang, nhưng các đơn vị hành chính dưới huyện không giữ như cũ, mà thay đổi như: bỏ cấp tổng, cấp xã được mở rộng hơn, nhỏ hơn tổng nhưng lớn hơn làng, bao gồm một số thôn xóm, các đơn vị châu, phủ bị bãi bỏ.
Năm 1957, phần phía nam của huyện Yên Thế (tức miền Yên Thế hạ) tách ra thành lập huyện mới mang tên Tân Yên, phần còn lại vẫn giữ tên cũ là Yên Thế.
Huyện Tân Yên là địa vực chủ yếu của huyện Yên Thế thời Lý - Trần, Lê - Nguyễn và thời thuộc Pháp. Lỵ sở của huyện cũng từng đặt ở Lăng Cao, Hữu Mục, rồi Tỉnh Đạo, Nhã Nam, Cao Thượng.
Sau năm 1975, huyện Tân Yên thuộc tỉnh Hà Bắc, bao gồm thị trấn Nhã Nam và 24 xã: Cao Thượng, Cao Xá, Đại Hóa, Dương Lâm, Hợp Đức, Lam Cốt, Lan Giới, Liên Chung, Liên Sơn, Ngọc Châu, Ngọc Lý, Ngọc Thiện, Ngọc Vân, Nhã Nam, Phúc Hòa, Phúc Sơn, Quang Tiến, Quế Nham, Song Vân, Tân Cầu, Tân Trung, Việt Lập, Việt Ngọc, Yên Lễ.
Ngày 5 tháng 8 năm 1978, sáp nhập xã Tân Trung và xã Tân Cầu thành xã Tân Trung; hợp nhất xã Dương Lâm và xã Yên Lễ thành xã An Dương; hợp nhất xã Nhã Nam và thị trấn Nhã Nam thành xã Nhã Nam; sáp nhập xóm Thương của xã Ngọc Lý vào xã Ngọc Thiện.
Ngày 6 tháng 11 năm 1996, huyện Tân Yên thuộc tỉnh Bắc Giang vừa được tái lập.
Ngày 18 tháng 2 năm 1997, thành lập thị trấn Cao Thượng, thị trấn huyện lỵ của huyện Tân Yên trên cơ sở 238,96 ha diện tích tự nhiên và 3.810 nhân khẩu của xã Cao Thượng; 28,3 ha diện tích tự nhiên và 781 nhân khẩu của xã Cao Xá; 1,88 ha diện tích tự nhiên và 72 nhân khẩu của xã Liên Sơn.
Ngày 20 tháng 2 năm 2003, thành lập thị trấn Nhã Nam thuộc huyện Tân Yên trên cơ sở 63,96 ha diện tích tự nhiên và 3.363 nhân khẩu của xã Nhã Nam; 63,20 ha diện tích tự nhiên và 620 nhân khẩu của xã An Dương.
Ngày 1 tháng 1 năm 2020, sáp nhập xã Nhã Nam vào thị trấn Nhã Nam và sáp nhập xã Cao Thượng vào thị trấn Cao Thượng.
Huyện Tân Yên có 2 thị trấn và 20 xã.
Ngày 28 tháng 9 năm 2024, Ủy ban Thường vụ Quốc hội ban hành Nghị quyết số 1191/NQ-UBTVQH15 về việc sắp xếp đơn vị hành chính cấp huyện, cấp xã của tỉnh Bắc Giang giai đoạn 2023 – 2025 (nghị quyết có hiệu lực từ ngày 1 tháng 1 năm 2025). Theo đó:
- Thành lập xã Quang Trung trên cơ sở 3 xã: Đại Hóa, Lan Giới, Quang Tiến.
- Thành lập xã Lam Sơn trên cơ sở xã Phúc Sơn và xã Lam Cốt.

Huyện Tân Yên có 2 thị trấn và 17 xã như hiện nay.

## Kinh tế
Tân Yên là một huyện có địa hình mấp mô phía Tây tỉnh Bắc Giang mật độ dân cư không cao bằng các huyện thuộc các tỉnh đồng bằng nên việc phát triển làng nghề có phần khó khăn. Tuy nhiên huyện vẫn có rất nhiều làng nghề truyền thống, làng nghề, làng có nghề:
- Làm mỳ gạo thôn Châu Sơn (Ngọc Châu)
- Mây tre đan, nhựa giả Cầu Trấn (Quang Tiến)
- Nghề làm nón ở (Liên Sơn)
- Nghề chẻ bện chổi tre Đông Am Vàng (Việt Lập)
- Một số ít có nghề làm nem thính thôn Hậu (Liên Chung)
- Nghề làm hương thôn Cả Am (Phúc Hòa)
- Làm chổi chít thôn Nội Hạc (Việt Lập)
- Làm hương đen An Lập (Ngọc Lý)
- Nghề làm diều sáo (Song Vân).

## Dân số
Huyện Tân Yên có dân số năm 2018 là 177.005 người, trong đó dân số thành thị là 9.138 người (5,2%) và dân số nông thôn là 167.867 người (94,8%).
Huyện Tân Yên có diện tích 204 km², dân số ngày 1/4/2019 là 177.265 người, mật độ dân số đạt 869 người/km². Huyện có các dân tộc như: Kinh, Tày, Nùng, Hoa,...
Huyện Tân Yên có dân số ngày 31/12/2019 là 177.901 người, trong đó: dân số thành thị là 9.249 người (5,2%) và dân số nông thôn là 168.652 người (94,8%).
Huyện Tân Yên có dân số năm 2020 là 179.802 người, trong đó: dân số thành thị là 21.627 người (12%) và dân số nông thôn là 158.175 người (88%).
Huyện Tân Yên có dân số năm 2021 là 182.252 người, trong đó: dân số thành thị là 22.040 người (12,1%)và dân số nông thôn là 160.212 người (87,9%).
Huyện Tân Yên có diện tích 203,80 km², dân số năm 2022 là 185.815 người, trong đó: dân số thành thị là 22.426 người (12,2%) và dân số nông thôn là 161.389 người (87,8%), mật độ dân số đạt 834 người/km².

## Văn hóa
Tân Yên là huyện có nhiều xã nhất thuộc Khu di tích khởi nghĩa Yên Thế. Theo Quyết định số 1537/QĐ-TTg Lưu trữ ngày 23 tháng 9 năm 2015 tại Wayback Machine của Thủ tướng Chính phủ Việt Nam Về việc phê duyệt Quy hoạch tổng thể bảo tồn, tôn tạo và phát huy giá trị di tích quốc gia đặc biệt Những địa điểm Khởi nghĩa Yên Thế tại tỉnh Bắc Giang thì Khu di tích khởi nghĩa Yên Thế có diện tích nghiên cứu 23.099,7 ha, bao gồm địa bàn 26 xã, thị trấn của 4 huyện: Yên Thế, Tân Yên, Việt Yên, Yên Dũng. Trong đó huyện Tân Yên chiếm nhiều nhất, hiện nay gồm thị trấn Cao Thượng, thị trấn Nhã Nam và 9 xã: Tân Trung, Việt Lập, An Dương, Song Vân, Ngọc Châu, Liên Sơn, Phúc Hòa, Phúc Sơn, Quang Tiến.
Điều đặc biệt, Đình Hả, xã Tân Trung, huyện Tân Yên là nơi Lương Văn Nắm, tức Đề Nắm - Thủ lĩnh đầu tiên của Nghĩa quân Yên Thế làm lễ tế cờ, chính thức phát động Khởi nghĩa Nông dân Yên Thế 1884 - 1913. Sau khi ông mất, Hoàng Hoa Thám lên thay. 
- Các điểm di tích Quốc gia đặc biệt trên địa bàn huyện Tân Yên:
- Khu lưu niệm danh nhân Hoàng Hoa Thám ở làng Trũng, xã Ngọc Châu. Nơi sinh sống thời thơ ấu của Hoàng Hoa Thám. Cụm di tích đình, chùa Hả, xã Tân Trung: Quê hương của Đề Nắm, vị thủ lĩnh đầu tiên của phong trào và là nơi Đề Nắm tế cờ khởi nghĩa ngày 16/3/1884. Đình Dương Lâm, xã An Dương: Nơi chứng kiến nhiều cuộc họp quan trọng giữa thủ lĩnh nghĩa quân với các tướng lĩnh tâm phúc của ông trong thời kỳ (1885-1895). Cụm di tích Cầu Vồng, xã Song Vân: Nơi Đề Thám cùng nghĩa quân thường làm lễ tế cờ trong mỗi lần xuất quân đánh trận. Đình Cao Thượng, xã Cao Thượng: Nơi diễn ra những trận đánh ác liệt giữa Nghĩa quân Yên Thế với thực dân Pháp xâm lược. Đình Nội, xã Việt Lập: Là địa điểm có mối liên hệ mật thiết với cuộc khởi nghĩa Yên Thế. Đình Làng Chuông, thị trấn Nhã Nam: Nơi Hoàng Hoa Thám đã tổ chức nhiều cuộc họp quan trọng, bàn việc tổ chức những trận đánh lớn chống thực dân Pháp xâm lược và tay sai. Chùa Phố, thị trấn Nhã Nam: Nơi chứng kiến nhiều sự kiện quan trọng liên quan mật thiết đến cuộc khởi nghĩa nông dân Yên Thế do Hoàng Hoa Thám lãnh đạo. Đền Gốc Khế, xã Nhã Nam): Nơi hoạt động của một số tướng lĩnh chủ chốt trong phong trào khởi nghĩa nông dân Yên Thế. Đền thờ Cả Trọng (đền Gốc Dẻ), xã Nhã Nam: Đền thờ Cả Trọng (tức Hoàng Đức Trọng - con trai cả của người anh hùng dân tộc Hoàng Hoa Thám. Đồi Phủ, xã Nhã Nam: Nơi đặt đại bản doanh của thực dân Pháp và của chính quyền phong kiến nhằm tiến đánh nghĩa quân. Nghĩa địa Pháp, xã Nhã Nam: Nơi chôn cất các sĩ quân, binh lính Pháp, Việt chết trong các trận đánh với nghĩa quân Yên Thế... Ao Chấn Ký, thị trấn Nhã Nam: Nơi thực dân Pháp thả cho cốt đầu Hoàng Hoa Thám và hai thủ hạ thân tín của ông sau khi hỏa thiêu.
- Các di tích LS-VH đã được xếp hạng:

| STT | Tên di tích                                                                   | Đối tượng thờ                                                                                          | Địa điểm            |
| 1   | Thành Tỉnh Đạo Di tích Lịch sử-Văn hóa                                        | Lưu niệm cách mạng                                                                                     | Xã Quang Tiến       |
| 2   | Chùa Thanh Cao Di tích Lịch sử-Văn hóa                                        | Thờ Phật                                                                                               | Xã Đại Hóa          |
| 3   | Đình Ngò Di tích Lịch sử-Văn hóa                                              | Cao Sơn, Quý Minh Lam Giang Đô thống Tống Dương Quang Minh                                             | Xã Việt Lập         |
| 4   | Đình Lý Cốt Di tích Lịch sử-Văn hóa                                           | Cao Sơn, Quý Minh Tam Giang Nữ Giã Đại thần                                                            | Xã Phúc Sơn         |
| 5   | Chùa Lý Cốt Di tích Lịch sử-Văn hóa                                           | Thờ Phật                                                                                               | Xã Phúc Sơn         |
| 6   | Nghè và phần mộ nàng Giã đại thần Di tích Lịch sử-Văn hóa                     | Nữ Giã Đại thần                                                                                        | Xã Phúc Sơn         |
| 7   | Chùa Phán Thú Di tích Lịch sử-Văn hóa                                         | Thờ Phật                                                                                               | Xã Việt Lập         |
| 8   | Đình Yên Lý Di tích Lịch sử-Văn hóa                                           | Tam Giang                                                                                              | Xã Phúc Sơn         |
| 9   | Đình Lãn Tranh Di tích kiến trúc nghệ thuật                                   | Cao Sơn, Quý Minh                                                                                      | Xã Liên Chung       |
| 10  | Chùa Lãn Tranh Di tích kiến trúc nghệ thuật                                   | Thờ Phật                                                                                               | Xã Liên Chung       |
| 11  | Đình Dĩnh Di tích kiến trúc nghệ thuật                                        | Cao Sơn, Quý Minh, Tam Giang                                                                           | Xã Việt Ngọc        |
| 12  | Đình Thễ Di tích Lịch sử-Văn hóa                                              | Cao Sơn, Quý Minh, Tam Giang                                                                           | Xã Việt Ngọc        |
| 13  | Chùa Thễ Di tích Lịch sử-Văn hóa                                              | Thờ Phật                                                                                               | Xã Lan Giới         |
| 14  | Đình Sậy Di tích Lịch sử-Văn hóa                                              | Cao Sơn, Quý Minh                                                                                      | Xã Tân Trung        |
| 15  | Đình Lục Liễu Di tích Lịch sử-Văn hóa                                         | Cao Sơn, Quý Minh                                                                                      | Xã Hợp Đức          |
| 16  | Chùa Lục Liễu Di tích Lịch sử-Văn hóa                                         | Thờ Phật                                                                                               | Xã Hợp Đức          |
| 17  | Chùa Ngọc Nham Di tích Lịch sử-Văn hóa                                        | Thờ Phật                                                                                               | Xã Ngọc Thiện       |
| 18  | Chùa Hương Thịnh Di tích Lịch sử-Văn hóa                                      | Thờ Phật                                                                                               | Xã Việt Ngọc        |
| 19  | Đình Phúc Khê Di tích Lịch sử-Văn hóa                                         | Cao Sơn, Quý Minh                                                                                      | Xã Quế Nham         |
| 20  | Đền Phú Khê Di tích Lịch sử-Văn hóa                                           | Quận công Nguyễn Công Luận                                                                             | Xã Quế Nham         |
| 21  | Chùa Phúc Khê Di tích Lịch sử-Văn hóa                                         | Thờ Phật                                                                                               | Xã Quế Nham         |
| 22  | Chùa Đồng Điều Di tích Lịch sử-Văn hóa                                        | Thờ Phật                                                                                               | Xã Tân Trung        |
| 23  | Đền Dành Di tích Lịch sử-Văn hóa                                              | Cao Sơn, Quý Minh                                                                                      | Xã Liên Chung       |
| 24  | Chùa Chuế Dương Di tích Lịch sử-Văn hóa                                       | Thờ Phật                                                                                               | Xã Quế Nham         |
| 25  | Chùa Bạch Vân Di tích Lịch sử-Văn hóa                                         | Thờ Phật                                                                                               | Xã Phúc Hòa         |
| 26  | Chùa Am Vân Di tích Lịch sử-Văn hóa                                           | Thờ Phật                                                                                               | Xã Phúc Sơn         |
| 27  | Địa điểm tổ chức Đại hội Đảng bộ tỉnh Bắc Giang lần 1 Di tích Lịch sử-Văn hóa | Địa điểm cách mạng                                                                                     | Xã Song Vân         |
| 28  | Đình Bằng Cục Di tích Kiến trúc-Nghệ thuật                                    | Cao Sơn, Quý Minh                                                                                      | Xã Ngọc Châu        |
| 29  | Đình Tam Hà Di tích Lịch sử-Văn hóa                                           | Cao Sơn, Quý Minh                                                                                      | Xã Ngọc Thiện       |
| 30  | Chùa Tam Hà Di tích Lịch sử-Văn hóa                                           | Thờ Phật                                                                                               | Xã Ngọc Thiện       |
| 31  | Đình Tế Di tích Lịch sử-Văn hóa                                               | Cao Sơn, Quý Minh, Tam Giang                                                                           | Xã Lam Cốt          |
| 32  | Chùa Cống Phường (chùa Không Bụt) Di tích Lịch sử-Văn hóa                     | Thờ Phật (trước thờ tượng Phật sau hoá Tượng Thờ vọng)                                                 | Xã Liên Chung       |
| 33  | Chùa Khánh Quang Di tích Lịch sử-Văn hóa                                      | Thờ Phật                                                                                               | Xã Lam Cốt          |
| 34  | Đình Giã Di tích Lịch sử-Văn hóa                                              | Cao Sơn, Quý Minh                                                                                      | Thị trấn Cao Thượng |
| 35  | Chùa Kim Sơn (Chùa Giã) Di tích Lịch sử-Văn hóa                               | Thờ Phật                                                                                               | Thị trấn Cao Thượng |
| 36  | Đình Tiến Sơn Di tích Lịch sử-Văn hóa                                         | Cao Sơn, Quý Minh, Đô Thống đại vương Lục Lang An Vương Hậu Chương                                     | Xã Hợp Đức          |
| 37  | Chùa Non Tiên (Chùa Hạ) Di tích Lịch sử-Văn hóa                               | Thờ Phật                                                                                               | Xã Cao Thượng       |
| 38  | Chùa Nhân Tông (Chùa Phúc Đình) Di tích Lịch sử-Văn hóa                       | Thờ Phật                                                                                               | Xã Phúc Hòa         |
| 39  | Đình Tỉnh Đạo Di tích Lịch sử-Văn hóa                                         | Nguyễn Cao                                                                                             | Xã Quang Tiến       |
| 40  | Chùa Tỉnh Đạo Di tích Lịch sử-Văn hóa                                         | Thờ Phật                                                                                               | Xã Quang Tiến       |
| 41  | Đình Mỗ Di tích Lịch sử-Văn hóa                                               | Cao Sơn, Quý Minh, Tam Giang                                                                           | Xã Ngọc Thiện       |
| 42  | Chùa Phúc Sơn (Chùa Mỗ) Di tích Lịch sử-Văn hóa                               | Thờ Phật                                                                                               | Xã Ngọc Thiện       |
| 43  | Đình Ngô Xá Di tích Lịch sử-Văn hóa                                           | Cao Sơn, Quý Minh                                                                                      | Xã Cao Xá           |
| 44  | Chùa Phúc Sơn tự (Chùa Ngô Xá) Di tích Lịch sử-Văn hóa                        | Thờ Phật                                                                                               | Xã Cao Xá           |
| 45  | Đình làng Bùi Di tích Lịch sử-Văn hóa                                         | Cao Sơn, Quý Minh                                                                                      | Xã Cao Thượng       |
| 46  | Chùa Cổ Am Di tích Lịch sử-Văn hóa                                            | Thờ Phật                                                                                               | Xã Cao Thượng       |
| 47  | Đình Liên Bộ Di tích Lịch sử-Văn hóa                                          | Cao Sơn, Quý Minh, Lâm Giang Đô thống Tiến sĩ Nguyễn Vĩnh Trinh                                        | Xã Liên Chung       |
| 48  | Đình Nội Di tích Lịch sử-Văn hóa                                              | Quý Minh đại vương                                                                                     | Xã Ngọc Vân         |
| 49  | Đền thờ Quận công Dương Hùng Lượng Di tích Lịch sử-Văn hóa                    | Quận công Dương Hùng Lượng                                                                             | Xã Cao Xá           |
| 50  | Đình Nẻo Di tích Lịch sử-Văn hóa                                              | Cao Sơn, Quý Minh, Thành Hoàng làng Hòa Làng                                                           | Xã Liên Sơn         |
| 51  | Chùa Dương Sơn Di tích Lịch sử-Văn hóa                                        | Thờ Phật                                                                                               | Xã Liên Sơn         |
| 52  | Chùa Gia Di tích Lịch sử-Văn hóa                                              | Thờ Phật                                                                                               | Xã Việt Ngọc        |
| 53  | Đình Trung Di tích Lịch sử-Văn hóa                                            | Cao Sơn, Quý Minh, Tam Giang                                                                           | Xã Lam Cốt          |
| 54  | Chùa Trung Di tích Lịch sử-Văn hóa                                            | Thờ Phật                                                                                               | Xã Lam Cốt          |
| 55  | Quán Chúc Di tích Lịch sử-Văn hóa                                             | Trạm dừng nghỉ không có chức năng thờ                                                                  | Xã Đại Hóa          |
| 56  | Đình Lợ Di tích Lịch sử-Văn hóa                                               | Cụ tổ Dương Quốc Nghĩa Cao Xuân Lộc Các Quận công của dòng họ Dương                                    | Xã Song Vân         |
| 57  | Chùa Lợ Di tích Lịch sử-Văn hóa                                               | Thờ Phật                                                                                               | Xã Song Vân         |
| 58  | Chùa Đất Đỏ (An Bài tự) Di tích Lịch sử-Văn hóa                               | Thờ Phật                                                                                               | Xã Hợp Đức          |
| 59  | Đình Cầu Thượng Di tích Lịch sử-Văn hóa                                       | Cao Sơn, Quý Minh                                                                                      | Xã Nhã Nam          |
| 60  | Lăng quan Thái Bảo Giáp Trinh Tường Di tích Lịch sử-Văn hóa                   | Quan Thái Bảo Giáp Trinh Tường                                                                         | Xã Việt Lập         |
| 61  | Chùa Kép Vàng (Kim Quang tự) Di tích Lịch sử-Văn hóa                          | Thờ Phật                                                                                               | Xã Lam Cốt          |
| 62  | Đình làng Sai Di tích Lịch sử-Văn hóa                                         | Quý Minh đại vương                                                                                     | Xã Ngọc Vân         |
| 63  | Chùa làng Sai Di tích Lịch sử-Văn hóa                                         | Thờ Phật                                                                                               | Xã Ngọc Vân         |
| 64  | Đền thờ Quận Công Dương Quốc Nghĩa Di tích Lịch sử-Văn hóa                    | Quận Công Dương Quốc Nghĩa                                                                             | Xã Song Vân         |
| 65  | Đình Thúy Cầu Hạ Di tích Lịch sử-Văn hóa                                      | Cao Sơn, Quý Minh, Bạch Cước tôn thần                                                                  | Xã Ngọc Vân         |
| 66  | Chùa Thúy Cầu Hạ Di tích Lịch sử-Văn hóa                                      | Thờ Phật                                                                                               | Xã Ngọc Vân         |
| 67  | Đền thờ Nguyễn Văn Liễu Di tích Lịch sử-Văn hóa                               | Thờ Nguyễn Văn Liễu                                                                                    | Xã Ngọc Thiện       |
| 68  | Đền Đề Truật Di tích Lịch sử-Văn hóa                                          | Thờ vị tướng tài giỏi Đề Truật (còn gọi là Dương Văn Truật, Đề Truật, Đề Hậu, Hội Thuật)               | Xã Nhã Nam          |
| 69  | Đình Hoãn Di tích Lịch sử-Văn hóa                                             | Thờ Thành Hoàng Tam Giang Đô Thống, Cao Sơn, Quý Minh đại vương, Cao Sơn, Quý Minh                     | Xã Việt Lập         |
| 70  | Đình Lữ Vân Di tích Lịch sử-Văn hóa                                           | Cao Sơn Quý Minh đại vương                                                                             | Xa Phúc Sơn         |
| 71  | Đình Kim Tràng Di tích Lịch sử-Văn hóa                                        | Cao Sơn Quý Minh đại vương                                                                             | Xã Việt Lập         |
| 73  | Đình Chậu Di tích Lịch sử-Văn hóa                                             | - Cao Sơn Quý Minh đại vương - Đức Thánh Tam Giang                                                     | Xã Song Vân         |
| 72  | Đình Vũng Di tích Lịch sử-Văn hóa                                             | - Cao Sơn Quý Minh đại vương - Đức Thánh Tam Giang - Phổ Minh Ninh Trấn đại vương                      | Xã Hợp Đức          |
| 74  | Chùa Kim Tràng (Chân Linh Ứng Tự)Di tích lịch sử-Văn hoá                      | - Chốn tổ Phật đường lớn thứ ba của tỉnh Bắc Giang - Thờ Phật, Thờ Tổ Sư và Thờ Mẫu.                   | Xã Việt Lập         |
| 75  | Đền Cầu QuậnDi tích lịch sử-Văn hoá                                           | Nữ thần: “Thánh mẫu thông lộ linh phù tôn thần. Gia tặng dực bảo trung hưng đôn ngưng trung đẳng thần” | Xã Việt Lập         |
| 76  | Đình Vường (Đình Thịnh Vượng)Công trình kiến trúc nghệ thuật                  | Cao Sơn - Quý Minh                                                                                     | Xã Liên Chung       |